# Stab-Wernersche Projektion

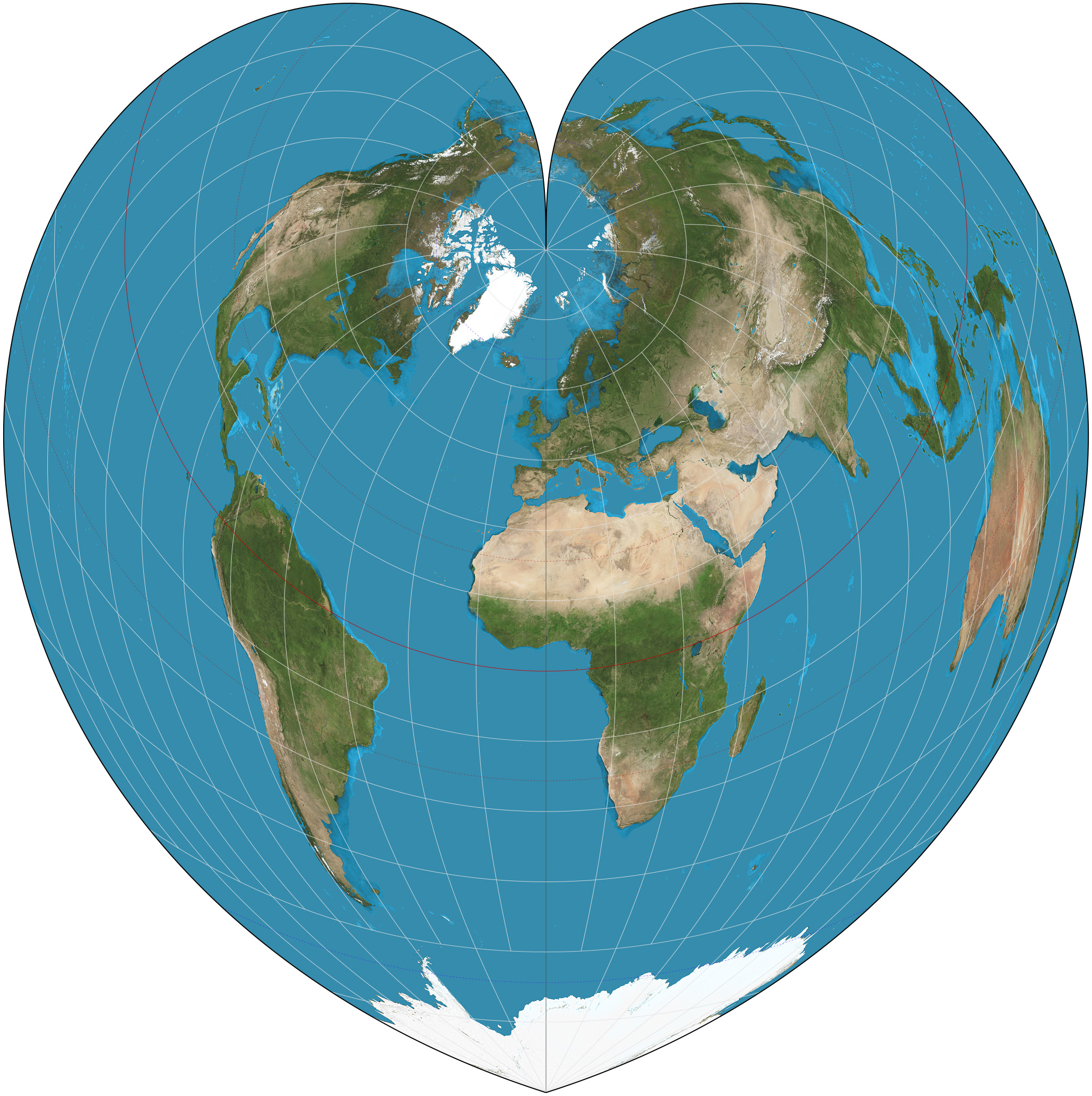
Werner-Projektion der Erde

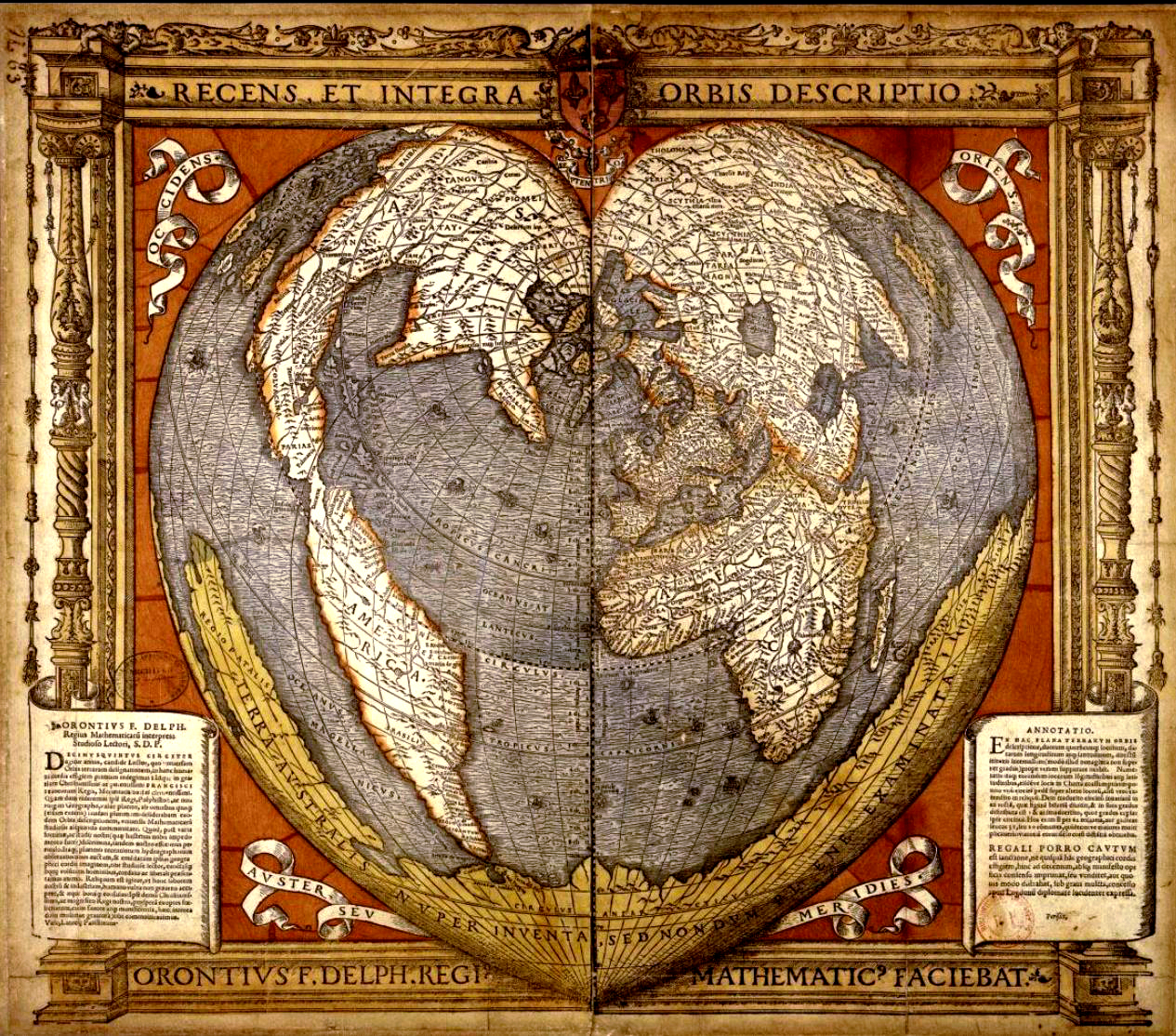
Werner-Projektion der Erde von 1536

Die Stab-Wernersche Projektion (auch Stab-Werner- oder Werner-Projektion genannt) ist eine flächentreue unechte Kegelabbildung der Erde. Wie einige andere Projektionen wird sie als herzförmig (kordiform) klassifiziert. Die Benennung Stab-Werner bezieht sich auf Johannes Stabius aus Wien, der diese Projektion um das Jahr 1500 entwickelte, und Johannes Werner (1468–1522), einem Nürnberger Gemeindepfarrer, der sie verfeinerte und vorantrieb.
Die Projektion ist ein Grenzfall der Bonneschen Projektion. Die Standardparallele befindet sich an einem der Pole (90°N/S). Die Entfernungen entlang jedes Parallels und entlang des zentralen Meridians sind längentreu, wie auch alle Entfernungen vom Nordpol.